# The Integral Trees
The Integral Trees est un roman de science-fiction paru en 1984, écrit par Larry Niven, initialement publié par chapitres dans le magazine Analog courant 1983. Ce roman n'a jamais été traduit en français.
L'auteur a écrit une suite, un roman nommé The Smoke Ring.

## Distinction
Le roman a obtenu le prix Locus du meilleur roman de science-fiction 1985.